# Regierung Haughey III
Die Regierung Haughey III war die 20. Regierung der Republik Irland, sie amtierte vom 10. März 1987 bis zum 12. Juli 1989.
Die Vorgängerregierung, eine Koalition von Fine Gael (FG) und Labour Party (ILP), zerbrach, als nach einem Streit über die Haushaltspolitik die Minister der Labour Party am 20. Januar 1987 die Regierung verließen. Bei den folgenden vorgezogenen Neuwahlen am 14. Februar 1987 erlitten Fine Gail und Labour eine Niederlage. Fianna Fáil (FF) wurde mit 81 von 166 Mandaten stärkste Partei.
Taoiseach (Ministerpräsident) wurde Charles Haughey (FF), der bereits von 1979 bis 1981 und von März bis Dezember 1982 Regierungschef gewesen war. Die Abstimmung im Dáil Éireann (Unterhaus des irischen Parlaments) am 10. März 1987 endete unentschieden 82 zu 82; somit gab die Stimme des Ceann Comhairle (Parlamentspräsident) den Ausschlag. Haughey leitete eine Minderheitsregierung der Fianna Fáil. Die Minister wurden in derselben Sitzung gewählt und am selben Tag vom Staatspräsidenten ernannt. Die Staatsminister wurden am 10. bzw. 12. März ernannt.
Am 25. Mai 1989 beantragte Charles Haughey die Auflösung des Parlaments. Bei den Parlamentswahlen am 15. Juni 1989 verlor Fianna Fáil 4 Mandate und verfügte nur noch über 77 der 166 Sitze im Parlament. Es dauerte mehrere Wochen, bis Haughey eine Koalitionsregierung von Fianna Fáil und den Progressive Democrats bilden konnte.

## Zusammensetzung
| Minister                                                           | Minister              | Minister | Minister          | Minister | Minister          |
| Amt                                                                | Name                  | Partei   | Amtszeit          | Amtszeit | Amtszeit          |
| ------------------------------------------------------------------ | --------------------- | -------- | ----------------- | -------- | ----------------- |
| Taoiseach (Ministerpräsident) Minister für die Gaeltacht           | Charles Haughey       | FF       | 10. März 1987     | –        | 12. Juli 1989     |
| Tánaiste (Vizeministerpräsident) Außenminister                     | Brian Lenihan         | FF       | 10. März 1987     | –        | 12. Juli 1989     |
| Finanzminister                                                     | Ray MacSharry         | FF       | 10. März 1987     | –        | 24. November 1988 |
| Finanzminister                                                     | Albert Reynolds       | FF       | 24. November 1988 | –        | 12. Juli 1989     |
| Minister für Industrie und Gewerbe                                 | Albert Reynolds       | FF       | 10. März 1987     | –        | 24. November 1988 |
| Minister für Industrie und Gewerbe                                 | Ray Burke             | FF       | 24. November 1988 | –        | 12. Juli 1989     |
| Energieminister                                                    | Ray Burke             | FF       | 10. März 1987     | –        | 24. November 1988 |
| Energieminister                                                    | Michael Smith         | FF       | 24. November 1988 | –        | 12. Juli 1989     |
| Minister für den öffentlichen Dienst                               | Ray MacSharry         | FF       | 10. März 1987     | –        | 20. März 1987     |
| Minister für Tourismus und Verkehr                                 | Ray MacSharry         | FF       | 20. März 1987     | –        | 31. März 1987     |
| Minister für Tourismus und Verkehr                                 | John P. Wilson        | FF       | 31. März 1987     | –        | 12. Juli 1989     |
| Minister für Kommunikation                                         | John P. Wilson        | FF       | 10. März 1987     | –        | 31. März 1987     |
| Minister für Kommunikation                                         | Ray Burke             | FF       | 31. März 1987     | –        | 12. Juli 1989     |
| Justizminister                                                     | Gerard Collins        | FF       | 10. März 1987     | –        | 12. Juli 1989     |
| Landwirtschaftsminister                                            | Michael O’Kennedy     | FF       | 10. März 1987     | –        | 31. März 1987     |
| Minister für Landwirtschaft und Ernährung                          | Michael O’Kennedy     | FF       | 31. März 1987     | –        | 12. Juli 1989     |
| Sozialminister                                                     | Michael Woods         | FF       | 10. März 1987     | –        | 12. Juli 1989     |
| Minister für Tourismus, Fischerei und Forsten                      | Brendan Daly          | FF       | 10. März 1987     | –        | 20. März 1987     |
| Minister für Meeresangelegenheiten                                 | Brendan Daly          | FF       | 20. März 1987     | –        | 12. Juli 1989     |
| Umweltminister                                                     | Pádraig Flynn         | FF       | 10. März 1987     | –        | 12. Juli 1989     |
| Arbeitsminister                                                    | Bertie Ahern          | FF       | 10. März 1987     | –        | 12. Juli 1989     |
| Gesundheitsminister                                                | Rory O’Hanlon         | FF       | 10. März 1987     | –        | 12. Juli 1989     |
| Verteidigungsminister                                              | Michael J. Noonan     | FF       | 10. März 1987     | –        | 12. Juli 1989     |
| Bildungsministerin                                                 | Mary O’Rourke         | FF       | 10. März 1987     | –        | 12. Juli 1989     |
| Staatsminister                                                     |                       |          |                   |          |                   |
| Amt                                                                | Name                  | Partei   | Amtszeit          | Amtszeit | Amtszeit          |
| Staatsminister/-in beim Taoiseach                                  | Vincent Brady         | FF       | 10. März 1987     | –        | 12. Juli 1989     |
| Staatsminister/-in beim Taoiseach                                  | Máire Geoghegan-Quinn | FF       | 12. März 1987     | –        | 12. Juli 1989     |
| Staatsminister/-in beim Taoiseach                                  | Noel Treacy           | FF       | 30. Juni 1988     | –        | 12. Juli 1989     |
| Staatsminister im Finanzministerium                                | Noel Treacy           | FF       | 12. März 1987     | –        | 12. Juli 1989     |
| Staatsminister im Verteidigungsministerium                         | Vincent Brady         | FF       | 12. März 1987     | –        | 12. Juli 1989     |
| Staatsminister im Energieministerium                               | Liam Aylward          | FF       | 25. November 1988 | –        | 12. Juli 1989     |
| Staatsminister im Energieministerium                               | Michael Smith         | FF       | 31. März 1987     | –        | 24. November 1988 |
| Staatsminister im Ministerium für Tourismus, Fischerei und Forsten | Michael Smith         | FF       | 10. März 1987     | –        | 20. März 1987     |
| Staatsminister im Ministerium für Meeresangelegenheiten            | Michael Smith         | FF       | 20. März 1987     | –        | 31. März 1987     |
| Staatsminister im Ministerium für Meeresangelegenheiten            | Pat Gallagher         | FF       | 12. März 1987     | –        | 12. Juli 1989     |
| Staatsminister im Ministerium für Meeresangelegenheiten            | Denis Lyons           | FF       | 12. März 1987     | –        | 31. März 1987     |
| Staatsminister im Ministerium für Tourismus und Verkehr            | Denis Lyons           | FF       | 31. März 1987     | –        | 12. Juli 1989     |
| Staatsminister im Ministerium für Landwirtschaft und Ernährung     | Joe Walsh             | FF       | 10. März 1987     | –        | 12. Juli 1989     |
| Staatsminister im Ministerium für Landwirtschaft und Ernährung     | Séamus Kirk           | FF       | 10. März 1987     | –        | 12. Juli 1989     |
| Staatsminister im Ministerium für Industrie und Gewerbe            | Séamus Brennan        | FF       | 10. März 1987     | –        | 12. Juli 1989     |
| Staatsminister im Ministerium für Industrie und Gewerbe            | Seán McCarthy         | FF       | 10. März 1987     | –        | 12. Juli 1989     |
| Staatsminister im Ministerium für die Gaeltacht                    | Denis Gallagher       | FF       | 12. März 1987     | –        | 12. Juli 1989     |
| Staatsminister im Umweltministerium                                | Ger Connolly          | FF       | 12. März 1987     | –        | 12. Juli 1989     |
| Staatsminister im Außenministerium                                 | Seán Calleary         | FF       | 12. März 1987     | –        | 12. Juli 1989     |
| Staatsminister im Gesundheitsministerium                           | Terry Leyden          | FF       | 12. März 1987     | –        | 12. Juli 1989     |
| Staatsminister im Bildungsministerium                              | Frank Fahey           | FF       | 12. März 1987     | –        | 12. Juli 1989     |

## Umbesetzungen und Umbenennungen
Am 20. März wurde das Ministerium für den öffentlichen Dienst in Ministerium für Tourismus und Verkehr umbenannt, das Ministerium für Tourismus, Fischerei und Forsten
wurde zum Ministerium für Meeresangelegenheiten.
Das Landwirtschaftsministerium wurde am 30. März 1987 in Ministerium für Landwirtschaft, Fischerei und Forsten umbenannt. Das Ministerium für Tourismus und Verkehr, bisher von Finanzminister Ray MacSharry geleitet, fiel an den bisherigen Kommunikationsminister John P. Wilson. Energieminister Ray Burke leitete zusätzlich das Kommunikationsministerium.
Finanzminister Ray MacSharry, wurde Kommissar für Landwirtschaft und ländliche Entwicklung in der Europäischen Kommission und trat am 24. November 1988 zurück. Ihm folgte 
Albert Reynolds, bisher Minister für Industrie und Gewerbe. Ray Burke wechselte vom Energieministerium ins Ministerium für Industrie und Gewerbe, behielt aber die Leitung des Kommunikationsministeriums. Das  Energieministerium leitete der bisherige Staatsminister im Energieministerium Michael Smith. Liam Aylward folgte als Staatsminister.